# ジャンクフード

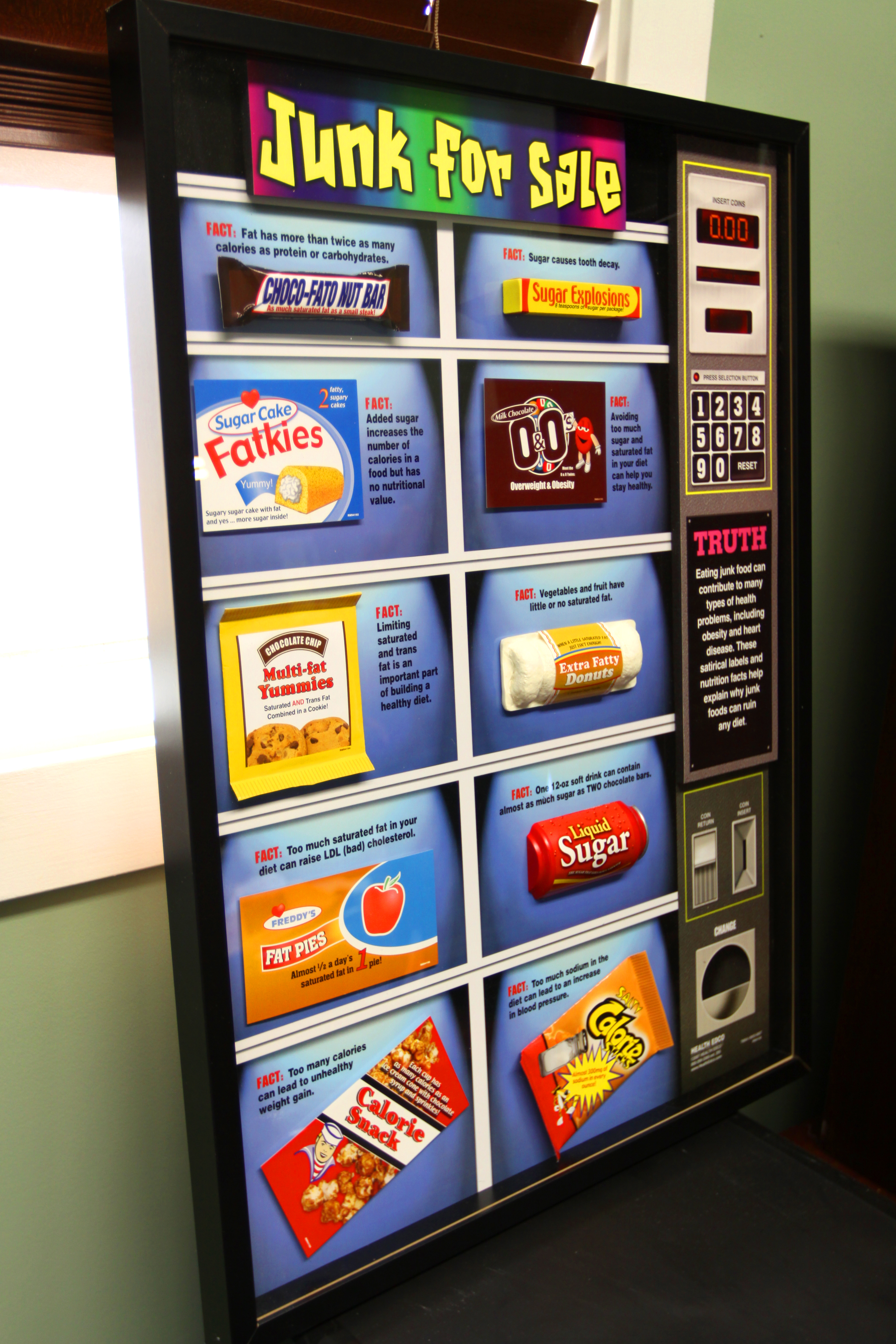
ジャンクフードの作用に対して周知する米国海兵隊のポスター

ジャンクフード（英: junk food）とは、栄養価のバランスを著しく欠いた調理済み食品のこと。高カロリー、高塩分で、他の栄養素であるビタミンやミネラルや食物繊維があまり含まれない食べ物であるが、他の調理済み食品と比較して安価であることが多いことから、生活困窮者が好んで摂取することが多い。「ジャンク」とは、英語で「がらくた」「屑」の意。

## 定義
ジャンクフードの定義は政府機関や学者によって異なる。
Andrew F. Smith商業的な商品で、飴、アイスクリーム、塩の含まれたスナック菓子、清涼飲料水など栄養価がほとんど無いが、エネルギーや塩、脂肪が大量に含まれる物をジャンクフードと定義している。ファストフードや惣菜の全てがジャンクフードという訳では無く、注文に早く応じられるように調理済み食品を提供する物はエネルギーが高い割に栄養価が低いのでジャンクフードである。サラダは低カロリーで栄養価は高いのでジャンクフードではない。
フランソワ・マジャンディー1816年の実験でジャンクフードに含まれるエンプティカロリーは蛋白質や脂肪を代替できないという事を実験で証明した。犬にエンプティカロリー（砂糖）のみを与えたところ死亡した。エンプティカロリーを体内で処理するにはそれ以上のエネルギーが必要である。
ウェブスター辞典高エネルギーで栄養価が無い物、快楽は得られるが得られる価値が無い又は少ない物としている。
英国食品基準庁「高カロリー、高塩分、または多量の砂糖を含んだ食品」と定義している。

## 健康への影響
世界保健機関はカロリーが高く微量栄養素の少ない食品を肥満のリスク増加と関連付け、肥満は糖尿病、心血管疾患、がんと関連付けられると報告している。摂りすぎによって従来は成人病の一傾向であった肥満や糖尿病などの若年化が生じ、生活習慣病の原因になるとされる報告もある。1975年以降、日本で清涼飲料水とインスタント食品ばかりを食べる若年者が栄養不足となり、特にビタミンB1が不足し脚気が増えた。

### 規制の動き
2011年5月18日、550超の団体がマクドナルドに対し、子供を対象とした飲食品に高カロリー、高脂肪、多い砂糖、高塩分のジャンクフードの販売中止、おまけをつけないことや、ロナルド・マクドナルドの引退を要請した。英国食品基準庁は"Food promotion and children Action Plan 2004"に基づき子供向け広告の制限を勧告した。その結果16歳以下を対象としたテレビ番組について、脂肪・糖分・塩分を高度に含む食品の広告が禁止されている。
アメリカでは2007年、マクドナルドやキャンベルスープ、ペプシコを含む11の大きな食品販売業者が、12歳以下の子どもに対する、一定の栄養の基準を満たさない食品の広告を、自主規制することに合意した。
旧東側諸国では、冷戦終結後にアメリカのジャンクフードが伝わり、例えばルーマニアでは国民の4人に1人が肥満であると言う調査結果がある。また、ルーマニア政府は「ジャンクフード税」の導入を発表した。ブルガリア政府は、全国の学校の食堂や売店からスナック菓子や清涼飲料水を撤去した。
肥満防止を目的とした課税は、デンマーク、ハンガリー、フランスでも施行されている。

### 研究
スクリップス研究所の研究員であるポール・ケニーとポール・ジョンソンによると、ジャンクフードの過剰摂取は、人間の脳をコカインやヘロインと言った薬物の中毒症状に似た状態にするとしている。実験体のネズミにジャンクフードを餌として食べ続けさせた結果、ネズミは肥満になり、更に喜びについての脳の働きが鈍くなり、もっと多くのジャンクフードを欲しがるようになったとしている。
また、もう一方の危険因子である脂肪については、ハーバード大学のダナ・ファーバー癌研究所によって、飽和脂肪酸やトランス脂肪酸などを動脈閉塞の原因となる悪玉コレステロールに変換する分子スイッチが発見され、ジャンクフードに付きものの悪性脂肪の危険性が分子レベルで明らかになった。
2011年4月28日、食品医薬品局（FDA）、疾病対策センター（CDC）、アメリカ農務省（USDA）、連邦取引委員会（FTC）の4機関は、肥満増加の対策として子供に販売する飲食品の指針として、加工食品1食品あたりの上限を、飽和脂肪酸1グラム、トランス脂肪酸を0グラム、砂糖を13グラム、ナトリウム を210mgとした。